# Деца зла (1. сезона)
Прва сезона драмске телевизијске серије Деца зла емитована је oд 2 новембра 2023. на платформи HBO Max. 
Прва сезона се састоји од 10 епизода.

## Радња
Радња овог узбудљивог трилера смештена је у Београд, у кући на Дедињу, где се дешава драматично убиство политичара.
Након што непозната особа убија жртву и остави крвави дукат у њеној руци, што јасно указује на ритуално убиство, отвара се низ питања и догађаја који се морају решити. Потрага за убицом нас уводи у свет препун злочина из страсти, освете, опомена и симболике.
Иако то првобитно не жели, Никола Бобић постаје адвокат оптуженог, а како истрага напредује, он улази у игру која ће бити у потпуности промењена.

## Епизоде
| Бр. еп. (укупно) | Бр. еп. (у сезони) | Наслов | Редитељ         | Сценариста                        | Премијера         |
| ---------------- | ------------------ | ------ | --------------- | --------------------------------- | ----------------- |
| 1                | 1                  |        | Иван Стефановић | Катарина Митровић и Бојан Вулетић | 2. новембар 2023. |
| 2                | 2                  |        | Иван Стефановић | Катарина Митровић и Бојан Вулетић | 2. новембар 2023. |
| 3                | 3                  |        | Владимир Тагић  | Катарина Митровић и Бојан Вулетић | 2. новембар 2023. |
| 4                | 4                  |        | Владимир Тагић  | Катарина Митровић и Бојан Вулетић | 2. новембар 2023. |
| 5                | 5                  |        | Иван Стефановић | Катарина Митровић и Бојан Вулетић | 2. новембар 2023. |
| 6                | 6                  |        | Владимир Тагић  | Катарина Митровић и Бојан Вулетић | 2. новембар 2023. |
| 7                | 7                  |        | Иван Стефановић | Катарина Митровић и Бојан Вулетић | 2. новембар 2023. |
| 8                | 8                  |        | Владимир Тагић  | Катарина Митровић и Бојан Вулетић | 2. новембар 2023. |
| 9                | 9                  |        | Иван Стефановић | Катарина Митровић и Бојан Вулетић | 2. новембар 2023. |
| 10               | 10                 |        | Владимир Тагић  | Катарина Митровић и Бојан Вулетић | 2. новембар 2023. |